# Gran Premio degli Stati Uniti d'America 1959
Il Gran Premio degli Stati Uniti 1959 fu la nona ed ultima gara della stagione 1959 del Campionato mondiale di Formula 1, disputata il 12 dicembre sul Circuito di Sebring.
La corsa vide la vittoria di Bruce McLaren su Cooper-Climax, seguito dal francese Maurice Trintignant, sempre su Cooper-Climax e dal britannico Tony Brooks su Ferrari.

## Qualifiche
| Pos | N° | Pilota              | Auto                            | Squadra                   | Tempo  | Distacco |
| --- | -- | ------------------- | ------------------------------- | ------------------------- | ------ | -------- |
| 1   | 7  | Stirling Moss       | Cooper T51-Climax               | RRC Walker Racing Team    | 3:00.0 | -        |
| 2   | 8  | Jack Brabham        | Cooper T51-Climax               | Cooper Car Company        | 3:03.0 | +3.0     |
| 3   | 19 | Harry Schell        | Cooper T51-Climax               | Ecurie Bleue              | 3:05.2 | +5.2     |
| 4   | 2  | Tony Brooks         | Ferrari 246 F1                  | Scuderia Ferrari          | 3:05.9 | +5.9     |
| 5   | 6  | Maurice Trintignant | Cooper T51-Climax               | RRC Walker Racing Team    | 3:06.0 | +6.0     |
| 6   | 4  | Wolfgang von Trips  | Ferrari 246 F1                  | Scuderia Ferrari          | 3:06.2 | +6.2     |
| 7   | 3  | Cliff Allison       | Ferrari 246 F1                  | Scuderia Ferrari          | 3:06.9 | +6.9     |
| 8   | 5  | Phil Hill           | Ferrari 246 F1                  | Scuderia Ferrari          | 3:07.2 | +7.2     |
| 9   | 10 | Innes Ireland       | Lotus 16-Climax                 | Team Lotus                | 3:08.2 | +8.2     |
| 10  | 9  | Bruce McLaren       | Cooper T51-Climax               | Cooper Car Company        | 3:08.6 | +8.6     |
| 11  | 12 | Roy Salvadori       | Cooper T45-Maserati             | High Efficiency Motors    | 3:12.0 | +12.0    |
| 12  | 11 | Alan Stacey         | Lotus 16-Climax                 | Team Lotus                | 3:13.8 | +13.8    |
| 13  | 18 | Bob Said            | Connaught C-Alta                | Paul Emery Connaught Cars | 3:27.3 | +27.3    |
| 14  | 14 | Alejandro de Tomaso | Cooper T43-OSCA                 | OSCA Automobili           | 3:28.0 | +28.0    |
| 15  | 16 | George Constantine  | Cooper T45-Borgward             | Mike Taylor               | 3:30.6 | +30.6    |
| 16  | 17 | Harry Blanchard     | Porsche RSK F2                  | Blanchard Automobile Co   | 3:32.7 | +32.7    |
| 17  | 15 | Fritz d'Orey        | Tec-Mec F415-Maserati           | Camoradi International    | 3:33.4 | +33.4    |
| 18  | 22 | Phil Cade           | Maserati 250F                   | Privato                   | 3:39.0 | +39.0    |
| 19  | 1  | Rodger Ward         | Kurtis Kraft Midget-Offenhauser | Leader Cards Inc          | 3:43.8 | +43.8    |

## Gara
Bruce McLaren vinse il suo primo Gran Premio in Formula 1 all'età di 22 anni e 104 giorni. Il record verrà battuto solamente al Gran Premio d'Ungheria 2003 da Fernando Alonso, vincitore a 22 anni e 26 giorni.
Grazie al quarto posto in gara Jack Brabham, che raggiunse il traguardo spingendo a braccia il suo veicolo senza più carburante, si laureò Campione del Mondo con 4 punti di vantaggio su Tony Brooks e 5,5 su Stirling Moss.
Si tratta dell'ultimo Gran Premio, fino al Gran Premio di Monaco 1994, senza campioni del mondo al via.
| Pos | N° | Pilota              | Costruttore                     | Giri | Tempo/Causa Ritiro | Griglia | Punti |
| --- | -- | ------------------- | ------------------------------- | ---- | ------------------ | ------- | ----- |
| 1   | 9  | Bruce McLaren       | Cooper T51-Climax               | 42   | 2:12:35.7          | 10      | 8     |
| 2   | 6  | Maurice Trintignant | Cooper T51-Climax               | 42   | + 0.6              | 5       | 7     |
| 3   | 2  | Tony Brooks         | Ferrari 246 F1                  | 42   | + 3:00.9           | 4       | 4     |
| 4   | 8  | Jack Brabham        | Cooper T51-Climax               | 42   | + 4:57.3           | 2       | 3     |
| 5   | 10 | Innes Ireland       | Lotus 16-Climax                 | 39   | + 3 Giri           | 9       | 2     |
| 6   | 4  | Wolfgang von Trips  | Ferrari 246 F1                  | 38   | Motore             | 6       |       |
| 7   | 17 | Harry Blanchard     | Porsche RSK F2                  | 38   | + 4 Giri           | 16      |       |
| Rit | 3  | Cliff Allison       | Ferrari 246 F1                  | 23   | Trasmissione       | 7       |       |
| Rit | 12 | Roy Salvadori       | Cooper T45-Maserati             | 23   | Trasmissione       | 11      |       |
| Rit | 1  | Rodger Ward         | Kurtis Kraft Midget-Offenhauser | 20   | Frizione           | 19      |       |
| Rit | 14 | Alejandro de Tomaso | Cooper T43-OSCA                 | 13   | Freni              | 14      |       |
| Rit | 5  | Phil Hill           | Ferrari 246 F1                  | 8    | Frizione           | 8       |       |
| Rit | 15 | Fritz d'Orey        | Tec-Mec F415-Maserati           | 6    | Perdita olio       | 17      |       |
| Rit | 7  | Stirling Moss       | Cooper T51-Climax               | 5    | Trasmissione       | 1       |       |
| Rit | 19 | Harry Schell        | Cooper T51-Climax               | 5    | Frizione           | 3       |       |
| Rit | 16 | George Constantine  | Cooper T45-Borgward             | 5    | Surriscaldamento   | 15      |       |
| Rit | 11 | Alan Stacey         | Lotus 16-Climax                 | 2    | Frizione           | 12      |       |
| Rit | 18 | Bob Said            | Connaught C-Alta                | 0    | Incidente          | 13      |       |
| NP  | 22 | Phil Cade           | Maserati 250F                   |      | Non partito        | 18      |       |

## Statistiche

### Piloti
- 1º titolo Mondiale per Jack Brabham
- 1° vittoria per Bruce McLaren
- 1° e unico giro più veloce per Maurice Trintignant
- 1° e unico Gran Premio per Harry Blanchard, George Constantine e Bob Said
- Ultimo Gran Premio per Alejandro de Tomaso e Fritz d'Orey

### Costruttori
- 7° vittoria per la Cooper
- 1° e unico Gran Premio per la Tec-Mec
- Ultimo Gran Premio per la Connaught

### Motori
- 7ª vittoria per il motore Climax
- Ultimo Gran Premio per il motore Alta

### Giri al comando
- Stirling Moss (1-5)
- Jack Brabham (6-41)
- Bruce McLaren (42)

## Classifiche Mondiali

### Piloti
| Pos | Pilota              | Punti   |
| --- | ------------------- | ------- |
| 1   | Jack Brabham        | 31 (34) |
| 2   | Tony Brooks         | 27      |
| 3   | Stirling Moss       | 25.5    |
| 4   | Phil Hill           | 20      |
| 5   | Maurice Trintignant | 19      |
| 6   | Bruce McLaren       | 16.5    |
| 7   | Dan Gurney          | 13      |
| 8   | Jo Bonnier          | 10      |
|     | Masten Gregory      | 10      |
| 10  | Rodger Ward         | 8       |
| 11  | Jim Rathmann        | 6       |
| 12  | Johnny Thomson      | 5       |
|     | Innes Ireland       | 5       |
|     | Harry Schell        | 5       |
| 15  | Tony Bettenhausen   | 3       |
|     | Olivier Gendebien   | 3       |
| 17  | Jean Behra          | 2       |
|     | Cliff Allison       | 2       |
|     | Paul Goldsmith      | 2       |

### Costruttori
| Pos | Team          | Punti   |
| --- | ------------- | ------- |
| 1   | Cooper-Climax | 40 (53) |
| 2   | Ferrari       | 32 (38) |
| 3   | BRM           | 18      |
| 4   | Lotus-Climax  | 5       |